# Helminthosporium caladii
Helminthosporium caladii är en svampart som beskrevs av F. Stevens 1917. Helminthosporium caladii ingår i släktet Helminthosporium och familjen Massarinaceae.   Inga underarter finns listade i Catalogue of Life.